# أ. ويد بويكن
أ. ويد بويكن (بالإنجليزية: A. Wade Boykin)‏ هو عالم نفس أمريكي، ولد في 1947.